# Serromyia
Serromyia är ett släkte av tvåvingar som beskrevs av Johann Wilhelm Meigen 1818. Serromyia ingår i familjen svidknott.

## Bildgalleri

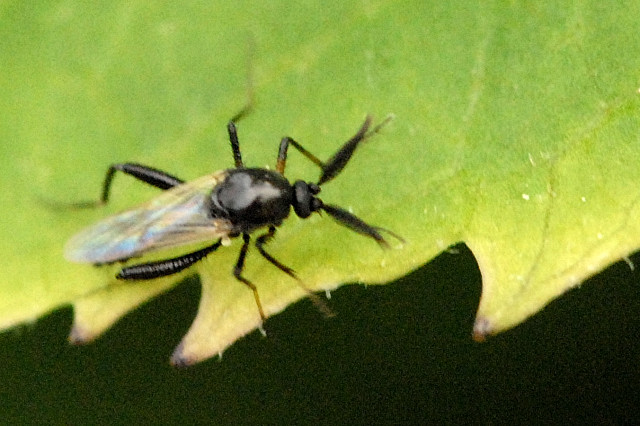

## Dottertaxa tillSerromyia, i alfabetisk ordning[1][2]
- Serromyia aethiopiae
- Serromyia atra
- Serromyia barberi
- Serromyia bicolor
- Serromyia bispinosa
- Serromyia borealis
- Serromyia crassifemorata
- Serromyia dipetala
- Serromyia esakii
- Serromyia femorata
- Serromyia festiva
- Serromyia flavicrus
- Serromyia flaviventris
- Serromyia fulgipennis
- Serromyia gelida
- Serromyia hainana
- Serromyia heveli
- Serromyia ledicola
- Serromyia maculipennis
- Serromyia mangrovi
- Serromyia micronyx
- Serromyia morio
- Serromyia nitens
- Serromyia nocticolor
- Serromyia nudicolis
- Serromyia nudipennis
- Serromyia pacifica
- Serromyia pendleburyi
- Serromyia punctata
- Serromyia reyei
- Serromyia scirpi
- Serromyia sierrensis
- Serromyia silvatica
- Serromyia spinosipes
- Serromyia subinermis
- Serromyia tecta
- Serromyia vockerothi
- Serromyia zuluensis